# Азимсульфурон
Азимсульфурон — гербицид из группы пиразолов и сульфонилмочевин.

## Характеристики
Твёрдое белое вещество с запахом фенола. Период полураспада по отношению к гидролизу составляет в зависимости от рН от 59 (рН = 6) до 143 дней (рН = 8), полураспад под действием фотолиза более 100 дней при значениях рН = 6-8.

## Использование
Азимсульфурон используется в качестве активного ингредиента средств защиты растений. Механизм действия основан на ингибировании фермента ацетолактатсинтазы, вовлечённого в биосинтез разветвленных незаменимых аминокислот (валин, лейцин, изолейцин). Ингибирование этого фермента приводит к прекращению деления клеток и остановке роста растения. Поглощается главным образом через листья и почки и в меньшей степени через корни. Он используется после появления всходов на рисовых полях против различных однолетних сорняков. Азимсульфурон был выпущен на рынок в 1996 году компанией DuPont.

## Токсикология
Азимсульфурон имеет низкую острую токсичность для млекопитающих. Мутагенные, канцерогенные или репродуктивные токсичные эффекты в исследованиях на животных обнаружены не были. Всемирная организация здравоохранения считает, что при правильном использовании азимсульфурона не следует ожидать серьёзной опасности.
Азимсульфурон очень токсичен для некоторых водных организмов, в частности зелёных водорослей. В сочетании с длительным периодом полураспада этот гербицид классифицируется как очень токсичный для водных организмов. Может вызвать вредные долгосрочные последствия в водной среде.

## Примечание
1. 1 2  Datenblatt Azimsulfuron, PESTANAL bei Sigma-Aldrich, abgerufen am 18. Juni 2013 (PDF).
2. 1 2 3  Record of CAS RN 120162-55-2 in the GESTIS Substance Database of the IFA.
3. 1 2  FAO SPECIFICATIONS AND EVALUATIONS FOR AGRICULTURAL PESTICIDES: Azimsulfuron Архивная копия от 23 июня 2017 на Wayback Machine (PDF; 335 kB)
4. ↑  Wolfgang Krämer, Ulrich Schirmer, Peter Jeschke, Matthias Witschel. Modern Crop Protection Compounds (англ.). — Wiley-VCH, 2011. — P. 70. — ISBN 978-3527329656.